# ル・プレシ＝ロバンソン
ル・プレシ＝ロバンソン （Le Plessis-Robinson）は、フランス、イル＝ド＝フランス地域圏、オー＝ド＝セーヌ県のコミューン。

## 地理

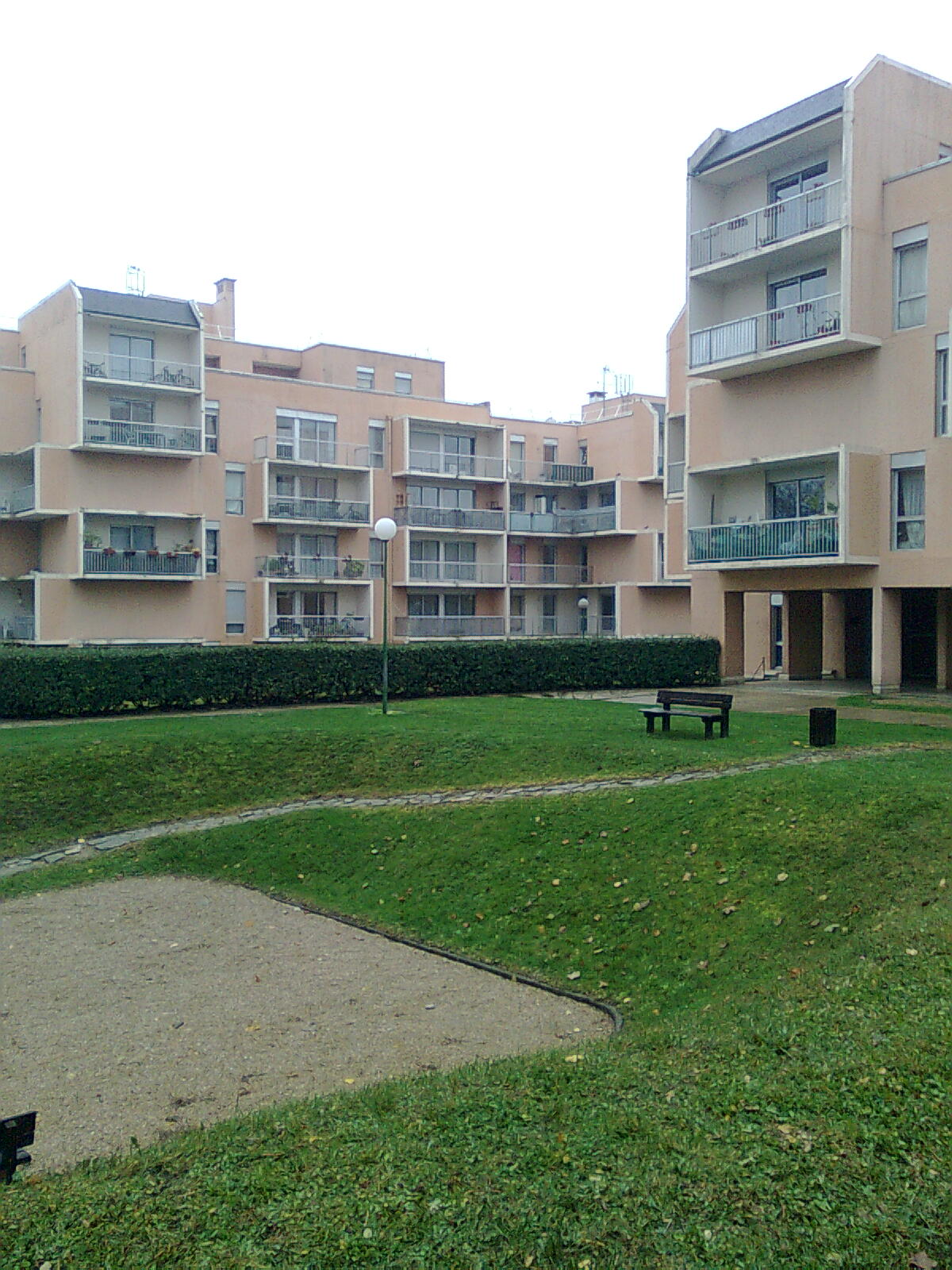
ラ・ペピニエール地区

ル・プレシ＝ロバンソンはパリから約6km離れている。境界を接するコミューンは、クラマール、フォントネー＝オー＝ローズ、ソー、シャトネ＝マラブリーである。
RER B線のロバンソン駅を擁する。
コミューン東部は、ラ・ペピニエール地区と呼ばれる新興住宅地で、平坦な緑地の広がる丘陵にサーモン色の3階から5階建ての集合住宅が10棟並ぶ。2000年よりコミューン中心部の再開発が進められている。

## 由来と歴史
839年に存在が初めて記されたとき、サン＝ジェルマン＝デ＝プレ修道院に属する協議会の土地として分割されていた。1112年、憲章を与えられサン＝ジャン＝バティスト教会がつくられた。13世紀にはプレシ＝ラウールが領主となっており、15世紀にはル・プレシ＝ピケ（Le Plessis-Piquet）と呼ばれた。フランス革命期にはプレシ＝リベルテ（Plessis-Liberté）と改名させられていた。
現在のコミューン名ロバンソンとは、スイスの作家ヨハン・ダビット・ウィース作『スイスのロビンソン』に由来する。1840年代、パリのレストラン経営者ジョゼフ・ゲウスカンがル・プレシ＝ピケに、『スイスのロビンソン』に登場するような樹木の上に小屋を備えたギャンゲットを建てた。彼はこの店をオ・グラン・ロバンソン（Au Grand Robinson）と呼んだ。彼の店が成功すると別のギャンゲットが次々でき、この地区はロバンソンと呼ばれるようになった。1909年11月12日、コミューンは正式にル・プレシ＝ロバンソンに改名した。

## スポーツ
ラグビーチームの強豪ラシン92が、当地に本拠地（本部及び練習場）を置いている。メイングラウンドはパリ・ラ・デファンス・アレナ。

## 姉妹都市
- ウォキング、イギリス